# Хенри (единица)
Вижте пояснителната страница за други значения на Хенри.
Хенри (символ: H) e единица от системата SI за измерване на индуктивност. Наречена е на името на Джоузеф Хенри (Joseph Henry, 1797-1878), американски учен, който е открил електромагнитната индукция независимо от (и приблизително по същото време като) англичанина Майкъл Фарадей (Michael Faraday, 1791-1867). 

## Определение
Ако скоростта на промяна на тока в един токов кръг е един ампер за секунда и създадената електродвижеща сила (едс) е един волт, то индуктивността на кръга е едно хенри:
{\displaystyle H={\dfrac {{\mbox{m}}^{2}\cdot {\mbox{kg}}}{{\mbox{s}}^{2}\cdot {\mbox{A}}^{2}}}={\dfrac {\mbox{Wb}}{\mbox{A}}}={\dfrac {{\mbox{V}}\cdot {\mbox{s}}}{\mbox{A}}}={\dfrac {{\mbox{m}}^{2}\cdot {\mbox{kg}}}{{\mbox{C}}^{2}}}}
Казано по малко по-друг начин: Ако на един индуктор (бобина, дросел) с индуктивност 1 H се подаде напрежение 1 V, то токът през него ще нараства със скорост 1 A за секунда.

### Пример
Магнитната проницаемост на вакуума е 4π×10−7 H/m (хенри на метър).